# Via Artmane
Via Artmane (let: Vija Artmane) (n. 21 august 1929, Kaive⁠(d), Sēme Parish⁠(d), Tukums Municipality⁠(d), Letonia – d. 11 octombrie 2008, Strenči⁠(d), Valmiera Municipality⁠(d), Letonia) a fost o actriță sovietică letonă de teatru și film. A fost membru PCUS și s-a convertit la  ortodoxia rusă. Este considerată una dintre cele mai marcante actrițe letone de teatru și film  din secolul al XX-lea. Via Artmane a fost căsătorită cu actorul leton Artūrs Dimiters. I s-au acordat numeroase premii ca de exemplu titlul onorific de Artist al Poporului RSS Letonă în 1965, artist onorific al URSS în 1969, Ordinul Lenin în 1970 sau Ordinul celor trei stele, clasa a III-a, în 2007.

## Copilărie
Artmane s-a născut Alīda Artmane în perioada în care Letonia era o națiune suverană. Tatăl ei, Fricis Arnolds Artmanis, de origine ancestrală germano-baltică, a murit într-un accident la vârsta de 19 ani, cu doar patru luni înainte de nașterea ei. Mama ei, Anna Regina Zaborska, de origine poloneză, a supraviețuit ca mamă singură, lucrând în agricultură. De tânără, Artmane a crescut jucându-se pe câmpuri; i-au plăcut florile sălbatice și a învățat să facă aranjamente și păpuși în stil tradițional leton. În timp ce mama ei lucra pentru un proprietar de pământuri, acesta a trimis-o pe tânăra Artmane să studieze muzica și dansul la o clasă de balet timp de câțiva ani. Cu toate acestea, la vârsta de 10 ani, tânăra Artmane a devenit o ciobăniță. A avut grijă de o turmă de vaci timp de peste cinci ani și astfel a supraviețuit până la sfârșitul celui de-Al Doilea Război Mondial. În 1946 a absolvit școala gimnazială și a visat să devină avocat pentru a face lumea un loc mai bun. În același timp, a interpretat roluri de amatori la școala sa, s-a interesat de film și teatru. Pasiunea ei pentru actorie în cele din urmă a predominat.

## Carieră în teatru
După războiul din 1946, Artmane s-a mutat la Riga și și-a început studiile la Daile Theatre Second Studio, rămânând în cele din urmă acolo ca membru al trupei pentru următorii 50 de ani. La începutul carierei sale în actorie, a făcut sacrificii inevitabile, cum ar fi abandonarea peisajului ei preferat, vacile și schimbarea prenumelui în Vija, la indicația profesorului ei dar și din motive artistice. Din 1946 până în 1949, Artmane a studiat actoria sub tutela regizorului de teatru leton Eduards Smiļģis, fondatorul original al trupei. În perioada 1949 - 1998, Artmane a fost vedeta principală a trupei Teatrului Daile din Riga. A jucat cele mai bune roluri de scenă sub conducerea lui Smiļģis. Cele mai memorabile roluri de teatru au fost roluri clasice precum Julieta în Romeo și Julieta (1953) sau Ofelia în Hamlet, printre alte roluri din piesele de teatru scrise de Shakespeare. Artmane a jucat, de asemenea, roluri importante în piese letone precum Indulis și Ārija sau Foc și noapte sub conducerea actorului național al Letoniei, Rainis. A fost apreciată de critici pentru rolurile sale de scenă în piese de teatru rusești, precum prestația ei pasională în rolul eroinei lui Tolstoi, Anna Karenina; ea a mai jucat și în Război și pace de Lev Tolstoi, în Suflete moarte de Nikolai Gogol și în alte piese clasice rusești. După moartea lui Smiļģis, în 1966, Artmane a trecut treptat la piese de teatru contemporane, dar a continuat, de asemenea, să joace unele dintre rolurile sale de scenă clasice în anii 1970 -1980. 
Din 1998 până în 2000 a lucrat la Teatrul Nou din Riga. Acolo a apărut în rolul principal într-o producție scenică a piesei Dama de pică, bazată pe nuvela omonimă a scriitorului Aleksandr Pușkin.

## Vedetă de film
În 1956, Artmane era deja o vedetă recunoscută a teatrului leton, moment în care și-a făcut debutul în cinematografie, în filmul Posle shtorma (După furtună). În 1963 a devenit faimoasă în Uniunea Sovietică cu rolul principal Sonya, o mamă frumoasă și iubitoare, alături de Evgeni Matveev în popularul film Rodnaya krov (1963). După acest film, Artmane a fost poreclită „Mama-Letonia” în patria sa. S-a bucurat de o carieră constantă în film în Uniunea Sovietică în anii 1960, 1970 și 1980. Cariera ei de film a fost evidențiată cu roluri precum Veda Kong în popularul film  science-fiction Nebuloasa din Andromeda (1967), ca împărăteasa Ecaterina a II-a cea Mare în drama istorică  Emelian Pugaciov (1978), ca Julia Lamber în filmul Teātris (1978) și alte roluri de film notabile. Via Artmane a apărut ca ea însăși într-un documentar despre viața sa intitulat Conversație cu regina (Saruna ar karalieni, 1980), produs de Studioul de Film Riga.

## Recunoaștere
Via Artmane este considerată una dintre figurile de frunte ale culturii letone. În perioada ocupației sovietice, Artmane a participat activ la mișcarea pentru conservarea și susținerea moștenirii naționale letone; ea a fost o promotoare activă pentru folosirea limbii letone în literatură și artă, precum și în viața de zi cu zi. A primit titlul de „actriță națională a Letoniei” și a fost recunoscută ca artistă populară a Uniunii Sovietice în 1969. În același an, a fost membru al juriului la cel de-al 6-lea Festival Internațional de Film de la Moscova.
În 1999, Artmane a primit un premiu din partea Ministerului Culturii din Letonia pentru contribuția sa în teatru și în cinematografie. În 2003 a primit premiul special de teatru pentru contribuția îndelungată, de o viață, în cultura letonă. În 2007, Via Artmane a fost decorată cu Ordinul celor trei stele (în letonă Triju Zvaigžņu ordenis), care este acordat ca o recunoaștere a meritului civil remarcabil în serviciul Letoniei.
Asteroidul descoperit pe 28 martie 1968 de Tamara Smirnova, 4136 Artmane, a fost numit în onoarea ei.

## Roluri în teatru
A colaborat cu regizorul Eduard Smiļģis la următoarele spectacole: ca Raina Leldi în Spēlēju, dancoju, (1956); ca Laimdotu în Ugunī un naktī, (1965);  ca Āriju în Indulī un Ārijā, (1971);  ca Mirdzu Aspazijas în Vaidelotē, (1958);  ca Julieta în piesa lui Shakespeare Romeo și Julieta, (1953); ca  Ophelia în Hamlet de Shakespeare, (1959).	
Roluri în teatru (selecție):
| An   | Piesă de teatru        | Dramaturg                 | Rol                           | Regizor                  |
| ---- | ---------------------- | ------------------------- | ----------------------------- | ------------------------ |
| 1950 | Jaunība                | L. Zorins                 | Oļa Morozova                  | E. Smiļģis               |
| 1950 | Indulis un Ārija       | Rainis (Jānis Pliekšāns)  | Page, Alda, fiica lui Lengvin | E. Smiļģis, F. Ertnere   |
| 1950 | Marta                  | A. Brodele                | Doamnă cu un cățeluș          | E. Smiļģis, K. Pabriks   |
| 1950 | Glāze ūdens            | E. Skriba                 | Abigaila                      | F. Ertnere               |
| 1951 | Pigmalion              | George Bernard Shaw       | Elīza                         | M. Tetere                |
| 1951 | Modes veikals          | I. Krilov                 | Ļiza                          | A. Leimanis              |
| 1952 | Revizorul              | Nikolai Gogol             | Fiica guvernatorului          | E. Smiļģis și F. Ertnere |
| 1952 | Maskarāde              | Mihail Lermontov          | Ņina                          | F. Ertnere               |
| 1953 | Jūras vējos            | J. Grants, V. Sauleskalns | Ausma Cielava                 | E. Smiļģis               |
| 1953 | Profesors iekārtojas   | A.Grigulis                | Zaiga Krauze                  | V. Baļuna                |
| 1954 | Skabargas              | M. Zuntners, A. Vilks     | Rasma                         | F. Ertnere               |
| 1954 | Pazudušais dēls        | R. Blaumanis              | Ilze                          | E. Smiļģis               |
| 1954 | Ziedošais tuksnesis    | A. Upīts                  | Skuķe                         | E. Smiļģis               |
| 1999 | Traktāts par mīlestību | Līvija Dumina             | Stendal                       | A. Hermanis              |

## Filmografie
| An   | Film                                                                                              | Rol                          | Note |
| ---- | ------------------------------------------------------------------------------------------------- | ---------------------------- | --- |
| 1956 | Pēc vētras (După furtună)                                                                         | Ruta                         | Regizat de Eduard Penclin și Fedor Knorre Produs de Studioul de Film din Riga. |
| 1956 | Kā gulbji balti padebeši iet                                                                      | Dace Straume                 | Produs de Studioul de Film din Riga. Filmul prezintă soarta lui Martin Venta și a miresei sale Dace Straume la sfârșitul secolului al XIX-lea în Letonia. A fost primul film dintr-o serie de două filme bazată pe povestea de viață a lui Martins Ventas (prototipul personajului principal fiind Janis Fabricius). |
| 1958 | Svešiniece ciemā (cu sensul de O străină în sat)                                                  | Elza                         | Produs de Studioul de Film din Riga. Regizat de Ada Neretniece. Pescarul Janis (Gunars Cilinskis) se întoarce în sat cu noua sa soție, Elza, care este noua directoare a fermei de pește. Elza este primită ca o străină, atât de familia soțului ei, cât și de oamenii din sat. Dar, în ciuda acestui lucru, ea reușește totuși să îmbunătățească ferma și s-o transforme, și puțin câte puțin tânăra câștigă dragostea și încrederea oamenilor. Gunars Cilinskis a debutat ca actor în acest film. |
| 1960 | În pragul furtunii (Vētra / Na poroge buri)                                                       | Māra                         | Prezintă activități clandestine comuniste în 1939-1940, răsturnarea guvernului leton, eliberarea prizonierilor politici. Filmul este regizat de Rolands Kalniņš și Varis Krūmiņš. Produs de Studioul Riga, este o adaptare după a romanului cu același nume de Vilis Lāčs. |
| 1961 | Kārkli pelēkie zied (cu sensul de Sălciile înfloresc gri)                                         | Velta Mežmale                | Filmul este regizat de Gunārs Piesis. Produs de Studioul de Film din Riga. |
| 1964 | Dzimtas asinis (Родная кровь)                                                                     | Soņa filmā                   | Film produs de Lenfilm. Regizat de Mikhail Yershov. Filmul povestește despre sergentul Vladimir Fedotov (Yevgeny Matveyev) și despre un barcagiu pe nume Sonya, care s-au întâlnit în timpul războiului și s-au îndrăgostit unul de celălalt. |
| 1966 | Niekas nenorėjo mirti (Никто не хотел умирать, cu sensul de Nimeni nu vroia să moară)             | Ona                          | Regizat de Vytautas Žalakevičius (ca Витаутас Жалакявичус). Produs de Studioul Lituanian de Film (Lietuvos kino studija). Acțiunea filmului are loc într-un sat, în 1947, în timpul formării puterii sovietice în Lituania. |
| 1966 | Purva bridējs                                                                                     | Kristīne                     | Filma regizat de Leonīds Leimanis. Produs de Studioul de Film din Riga, este o adaptare a nuvelei "Purva bridējs", a povestirii "Atriebšanās" și a piesei de teatru "Ugunī", toate scrise de Rūdolfa Blaumaņa. Filmul a fost inclus în Canonul cultural leton (Latvijas kultūras kanons) |
| 1968 | Mērnieku laiki                                                                                    | Liena                        | Regizat de Voldemārs Pūce. Produs de Studioul de Film din Riga, este o adaptare a unui roman omonim de Reinis Kaudzīte și Matīss Kaudzīte. Povestea are loc în timpul reformei agrare din secolul al XIX-lea din Gubernia Livonia. |
| 1969 | Gladiaator (Гладиатор)                                                                            | Anni                         | Regizat de Veljo Käsper, scenariu de Aleksandr Borshchagovskiy după un roman de Aadu Hint. Produs de Studioul de Film Tallinfilm. Joonas și Tiidrik sunt doi bărbați din insula Saaremaa care evadează, imprudent, dintr-o închisoarea germană în timpul Primului Război Mondial. Cu toate acestea, nu vor avea parte de momente pașnice în țara lor de origine. |
| 1969 | Stari stiklā (cu sensul de Raze de sticlă)                                                        | Īrisa                        | Filmul este regizat de Imants Krenberg. Produs de Studioul de Film din Riga. Protagonista, Asja Rituma (Lilita Ozoliņa), lucrează în cantina unei fabrici de sticlă. Cu sprijinul prietenilor ei, își schimbă drastic viața și devine ucenică la un atelier de prelucrare artistică a sticlei. |
| 1969 | Trīskārtējā pārbaude (Тройная проверка, cu sensul de Triplă verificare)                           | Frau Grēta                   | Filmul este regizat de Alois Brencs. Produs de Studioul de Film din Riga. Filmul are loc în 1943, în timpul celui de-Al Doilea Război Mondial, pe frontul de la Leningrad. |
| 1970 | Nakts pirms rītausmas (Noapte înainte de zori)                                                    | Karla, de la presa americană | Produs de Asociația Televiziunii din Ucraina. |
| 1970 | Balāde par Beringu un viņa draugiem (cu sensul de Baladă pentru Bering)                           | Anna                         | Regizat de Iuri Șvirev (Юрий Швырев). În timpul lui Petru cel Mare, Vitus primește de la căpitanul său o sarcină importantă: să se îndrepte spre îndepărtatul Nord în căutarea expediției din Bering. |
| 1971 | Tauriņdeja (cu sensul de Fluturele)                                                               | Nino                         | Filmul este regizat de Oļģerts Dunkers. Produs de Studioul de Film din Riga. |
| 1972 | Egle rudzu laukā                                                                                  | Dagmāra                      | Regizat de Imants Krenbergs. Produs de Studioul de Film din Riga. Studenții Academiei de Agricultură sunt la practică în timpul verii într-o fermă colectivă. Tinerii trebuie să salveze recolta care este amenință de ploaia. |
| 1973 | Dāvana vientuļai sievietei (Подарок одинокой женщине, cu sensul de Cadou pentru o singură femeie) | Gita-Kņopiene                | Regizat de Ēriks Lācis. Produs de Studioul de Film din Riga. Film de comedie despre activitatea unor hoți de mașini. |
| 1974 | Jūras vārti (cu sensul de Poarta mării)                                                           | Kristīne                     | Regizat de Sergejs Tarasovs după un roman omonim scris de Dagnijas Zigmontes. Produs de Studioul de Film din Riga. 120 de minute (2 părți). |
| 1975 | Robina Huda bultas (Стрелы Робин Гуда, cu sensul de Săgețile lui Robin Hood)                      | Keta                         | Regizat de Sergejs Tarasovs. Produs de Studioul de Film din Riga. Filmul este o altă ecranizare a legendei lui Robin Hood. |
| 1976 | Meistars (cu sensul de Maistrul)                                                                  | Aina                         | Regizat de Jānis Streičs. Produs de Studioul de Film din Riga. Film dramatic despre muncitori. |
| 1978 | Jemeļjans Pugačovs                                                                                | Katrīna II                   | |
| 1978 | Teātris (Teatru)                                                                                  | Džūlija Lamberte             | Regizat de Jānis Streičs. Produs de Studioul de Film din Riga. După o piesă omonimă de William Somerset Maugham despre lumea teatrului londonez din prima jumătate a secolului al XX-lea. |
| 1978 | Tavs dēls (Твой сын, cu sensul de Fiul tău)                                                       | Vitrupe                      | Regizat de Gunārs Piesis. Produs de Studioul de Film din Riga. Film dramatic de dragoste despre viața studentului la arhitectură, Valdis (Aigars Krupins). |
| 1980 | Cīrulīši                                                                                          | Gundega                      | Produs de Studioul de Film din Riga. |
| 1980 | Valsts robeža                                                                                     | Vladimira māte               | Produs de Studioul de Film din Belarus (Belarusfiļm) |
| 1981 | Izmeklēšanā noskaidrots                                                                           | Ruta Graudiņa                | Produs de Studioul de Film din Riga |
| 1985 | Emīla nedarbi                                                                                     | Nabagmājas komendante        | |

## Viață personală
Via Artmane a fost căsătorită cu actorul leton Artūrs Dimiters, iar cuplul a avut doi copii: un fiu și o fiică. În 1986, după moartea soțului ei, a avut o cădere emoțională și mai târziu a avut un accident vascular cerebral. În anii 1990, Artmane s-a mutat din orașul Riga din cauza lipsei de bani și s-a stabilit în mediul rural. La începutul anilor 2000, s-a convertit la ortodoxia rusă. În 2004 a publicat o carte de memorii care prezintă cariera sa de actriță, precum și viața personală.